# IC 614
IC 614 — галактика типу RN4 у сузір'ї Секстант.
Цей об'єкт міститься в оригінальній редакції індексного каталогу.